# قفط

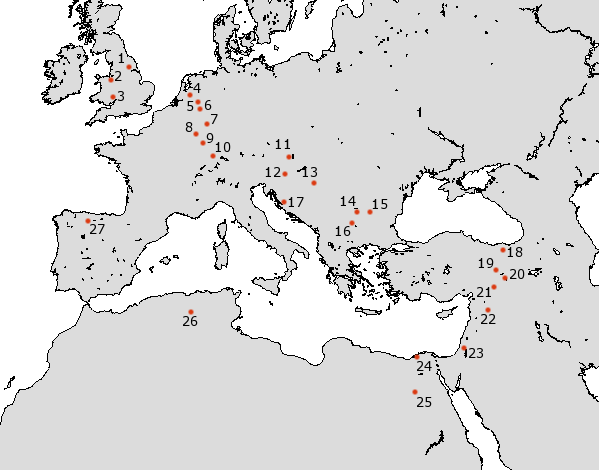
كان في قفط واحد من معسكرَين للفيالق الرومانية في مصر (25 على الخريطة)

قفط هي مدينة ومركز بمحافظة قنا. تقع جنوب مدينة قنا ب20 كيلو متر وشمال مدينة الأقصر ب43 كيلومتر على الجانب الشرقي للنيل.

## تاريخ قفط
هي من أقدم المدن حيث بناها الملك قفطاي في عصر الإضمحلال الأول قبل الميلاد ثم زادت أهميتها في عصر الدولة الحديثة وكانت مورد أساسي ودعم في حرب أحمس ضد الهكسوس[بحاجة لمصدر]
وكانت ممرا لطريق القوافل وتشتهر بالتجارة والصناعة من قديم الأزل وسكنها العرب من بعد الفتح الإسلامي[بحاجة لمصدر]
وبمدينة قفط تم اكتشاف معبد الإله مين إله الخصوبة عند القدماء والملكة إيزيس. وكانت تعتبر قفط بوابة الطرق المؤدية إلى البحر الحمر ومدينة القصير وطرق الحج البرية القديمة
ومن أشهر المعارك التي حدثت خلال الحملة الفرنسية على مصر معركة البارود وهي قرية في قفط كانت سبب في وقف الحملة الفرنسية على الصعيد وكذلك معركة بئر عنبر التي كانت بقيادة إبراهيم باشا الذي استقر في الصعيد بعد الحملة مذبحة المماليك.
وقرى قفط عديدة تأتي في مقدمتهم وعلى رأسهم قرية القلعة وقرى الأشراف، البراهمة، العروبة، البارود، بئر عنبر ونجع العكرمي، والظافرية والكلاحين، الشيخية والعويضات وكوم المومنين من أشهرها نظرا لوجود الكثير من الحفريات الفرعونية فيه حيث أنه تبه عاليه عن سطح البحر لذا كان يلجأ الناس إليه عند بداية طوفان النيل .